# 瓮洞镇
瓮洞镇，是中华人民共和国贵州省黔东南苗族侗族自治州天柱县下辖的一个乡镇级行政单位。

## 行政区划
瓮洞镇下辖以下地区：
瓮洞社区、瓮洞村、黄巡村、阳合村、岑板村、梭平村、克寨村、巨潭村、尖山村、关上村、肖家村、同心村、金子村、上柳村、中柳村、石柳村、新化村、皮冲村、大段村、瓮瓦村、聚溪村、雷合村和岑干村。